# Gare de Salem (Oregon)
Pour les articles homonymes, voir Gare de Salem.
La  gare de Salem est une gare ferroviaire des États-Unis située à Salem en Oregon; Elle est desservie par Amtrak. C'est une gare avec personnel.

## Histoire
Elle est mise en service en 1918 par la Southern Pacific Transportation Company.

## Service des voyageurs

### Desserte
- Lignes d'Amtrak[1] :
  - Le Cascades: Eugene - Vancouver
  - Le Coast Starlight: Los Angeles - Seattle